# Lothar Meister
Lothar Meister   (Wittenberg, 26 de gener de 1931 - 31 de gener de 2021) va ser un ciclista de l'Alemanya de l'Est que s'especialitzà en el ciclisme en pista. Va destacar sobretot en la prova de mig fons, on va guanyar dues medalles, una d'elles d'or, als Campionats del món de mig fons amateur.
No s'ha de confondre amb un altre Lothar Meister, ciclista de la mateixa època.

## Palmarès en ruta
- 1949
  - 1r a la Volta a Leipzig
- 1950
  - Vencedor d'una etapa a la Volta a la RDA
- 1952
  - 1r a la Rund um die Hainleite
  - Campió de la RDA amateur en ruta
- 1953
  - Campió de la RDA amateur en contrarellotge per equips
- 1956
  - Vencedor d'una etapa a la Cursa de la Pau

## Palmarès en pista
- 1958
  -  Campió del món en Mig fons amateur
- 1959
  - Campió de la RDA en mig fons
- 1960
  - Campió de la RDA en mig fons